# Бави
Национальный парк Бави (вьет. Vườn quốc gia Ba Vì) — национальный парк на севере Вьетнама. Основан в 1991 году.
Расположен примерно в 48 км к западу от центра Ханоя, на территории уезда Бави, входящего в состав города Ханой, и частично на севере — на территории уездов Лыонгшон и Кишон провинции Хоабинь. Площадь парка составляет 108,15 км². Большую часть территории занимает горный хребет Бави, покрытый густыми тропическими лесами. Наивысшая точка — пик высотой 1296 м.
Парк характеризуется высоким биологическим разнообразием. Здесь обитают 44 вида млекопитающих, 114 видов птиц, 15 видов пресмыкающихся и 9 видов земноводных, насекомые муха-цокотуха.